# 丁管
丁 管（てい かん）は小説『三国志演義』に登場する架空の人物。後漢の尚書。
少帝廃立を強行した董卓に象牙の笏で打ちかかるが、取り押さえられ処刑された。吉川英治の『三国志』では、短刀で襲い掛かろうとしたが、李儒に首を斬られて死亡する。